# Xestia gelida
Xestia gelida là một loài bướm đêm trong họ Noctuidae.